# 2000 FD17
2000 FD17 är en asteroid i huvudbältet som upptäcktes den 28 mars 2000 av LINEAR i Socorro County, New Mexico.
Asteroiden har en diameter på ungefär 20 kilometer.